# Serhiy Lebid
Serhiy Lebid (en ukrainien : Сергій Лебідь, parfois orthographié en Sergueï Lebed du russe : Сергей Лебедь ; né le 15 juillet 1975 à Dnipropetrovsk en république socialiste soviétique d'Ukraine) est un athlète ukrainien, spécialiste du fond et notamment du cross-country.

## Carrière sportive
Il représente l'Europe lors de la Coupe continentale d'athlétisme 2010 et se classe septième du 5 000 m. Le 12 décembre 2010, à Albufeira au Portugal, Serhiy Lebid remporte pour la neuvième fois de sa carrière la course individuelle des Championnats d'Europe de cross en bouclant les 9 870 m du circuit en 29 min 15 s. Il précède l'Espagnol Ayad Lamdassem et le Portugais Youssef El Kalai.
Le 19 avril 2014, il remporte le marathon de Nagano au Japon, en 2 h 13 min 56 s.

## Palmarès
| Date | Compétition                       | Lieu          | Résultat | Épreuve       |
| ---- | --------------------------------- | ------------- | -------- | ------------- |
| 1997 | Championnats d'Europe de cross    | Oeiras        | 3e       | Individuel    |
| 1998 | Championnats d'Europe de cross    | Ferrare       | 1er      | Individuel    |
| 2000 | Championnats du monde de cross    | Vilamoura     | 8e       | Course longue |
| 2000 | Championnats du monde de cross    | Vilamoura     | 10e      | Course courte |
| 2000 | Jeux olympiques                   | Sydney        | 7e       | 5 000 m       |
| 2001 | Championnats du monde de cross    | Ostende       | 2e       | Course longue |
| 2001 | Championnats d'Europe de cross    | Thoune        | 1er      | Individuel    |
| 2002 | Coupe du monde des nations        | Madrid        | 7e       | 3 000 m       |
| 2002 | Championnats d'Europe de cross    | Medulin       | 1er      | Individuel    |
| 2002 | Championnats d'Europe             | Munich        | 3e       | 5 000 m       |
| 2003 | Championnats d'Europe de cross    | Édimbourg     | 1er      | Individuel    |
| 2004 | Championnats d'Europe de cross    | Heringsdorf   | 1er      | Individuel    |
| 2005 | Championnats du monde de cross    | Saint-Étienne | 14e      | Course longue |
| 2005 | Championnats d'Europe de cross    | Tilburg       | 1er      | Individuel    |
| 2006 | Championnats d'Europe             | Göteborg      | 5e       | 10 000 m      |
| 2007 | Championnats d'Europe de cross    | Toro          | 1er      | Individuel    |
| 2008 | Championnats d'Europe de cross    | Bruxelles     | 1er      | Individuel    |
| 2009 | Championnats d'Europe de cross    | Dublin        | 3e       | Individuel    |
| 2010 | Championnats d'Europe             | Barcelone     | 4e       | 5 000 m       |
| 2010 | Coupe continentale                | Split         | 7e       | 5 000 m       |
| 2010 | Championnats d'Europe de cross    | Albufeira     | 1er      | Individuel    |
| 2011 | Championnats d'Europe par équipes | Stockholm     | 2e       | 5 000 m       |
| 2014 | Marathon de Nagano                | Nagano        | 1er      | Marathon      |

## Records personnels
| Épreuve       | Temps           | Date             | Lieu   |
| ------------- | --------------- | ---------------- | ------ |
| 1 500 m       | 3 min 38 s 44   | 2 juillet 2005   | Kiev   |
| 3 000 m       | 7 min 35 s 06   | 19 juillet 2002  | Monaco |
| 5 000 m       | 13 min 10 s 78  | 6 septembre 2002 | Berlin |
| 10 000 m      | 28 min 09 s 71  | 26 mai 2006      | Prague |
| Semi-marathon | 1 h 01 min 51 s | 5 avril 2003     | Milan  |
| Marathon      | 2 h 08 min 32 s | 9 novembre 2014  | Séoul  |